# Уязвимые виды
«Находятся в уязвимом положении» (уязвимые виды) (англ. Vulnerable species, VU) — охранный статус, присваиваемый биологическим видам, которые находятся под риском стать вымирающими. Они нуждаются в отслеживании численности и темпа размножения, а также в мерах, способствующих сохранению их среды обитания. Иногда такие виды хорошо размножаются в неволе, но сохраняют статус «Находятся в уязвимом положении», так как существует угроза для дикой популяции вида. Подобным видом является венерина мухоловка, распространённая в качестве домашнего растения по всему свету и имеющая уязвимый статус.
Благодаря своевременно предпринятым мерам по сохранению вида уязвимый вид может приобрести более безопасный статус, как произошло с горбатым китом, ныне имеющим статус «Находятся под наименьшей угрозой».

Категории МСОП

## Некоторые представители

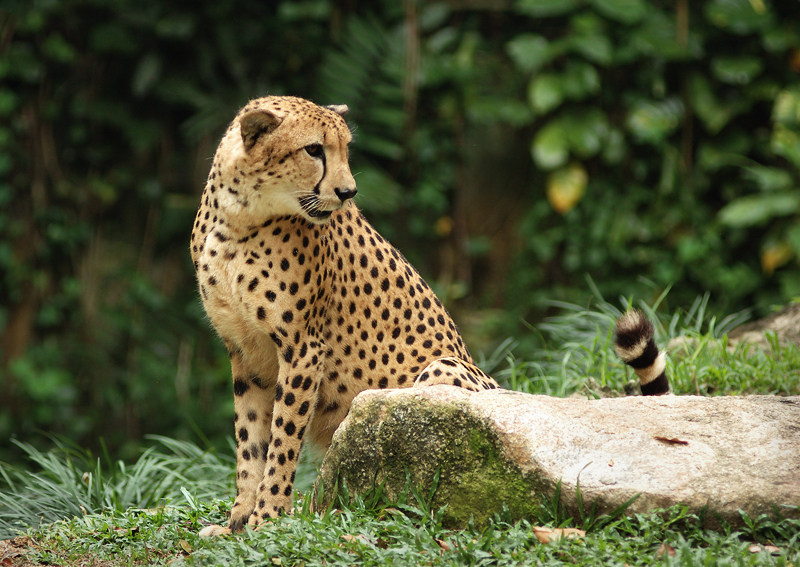
Гепард
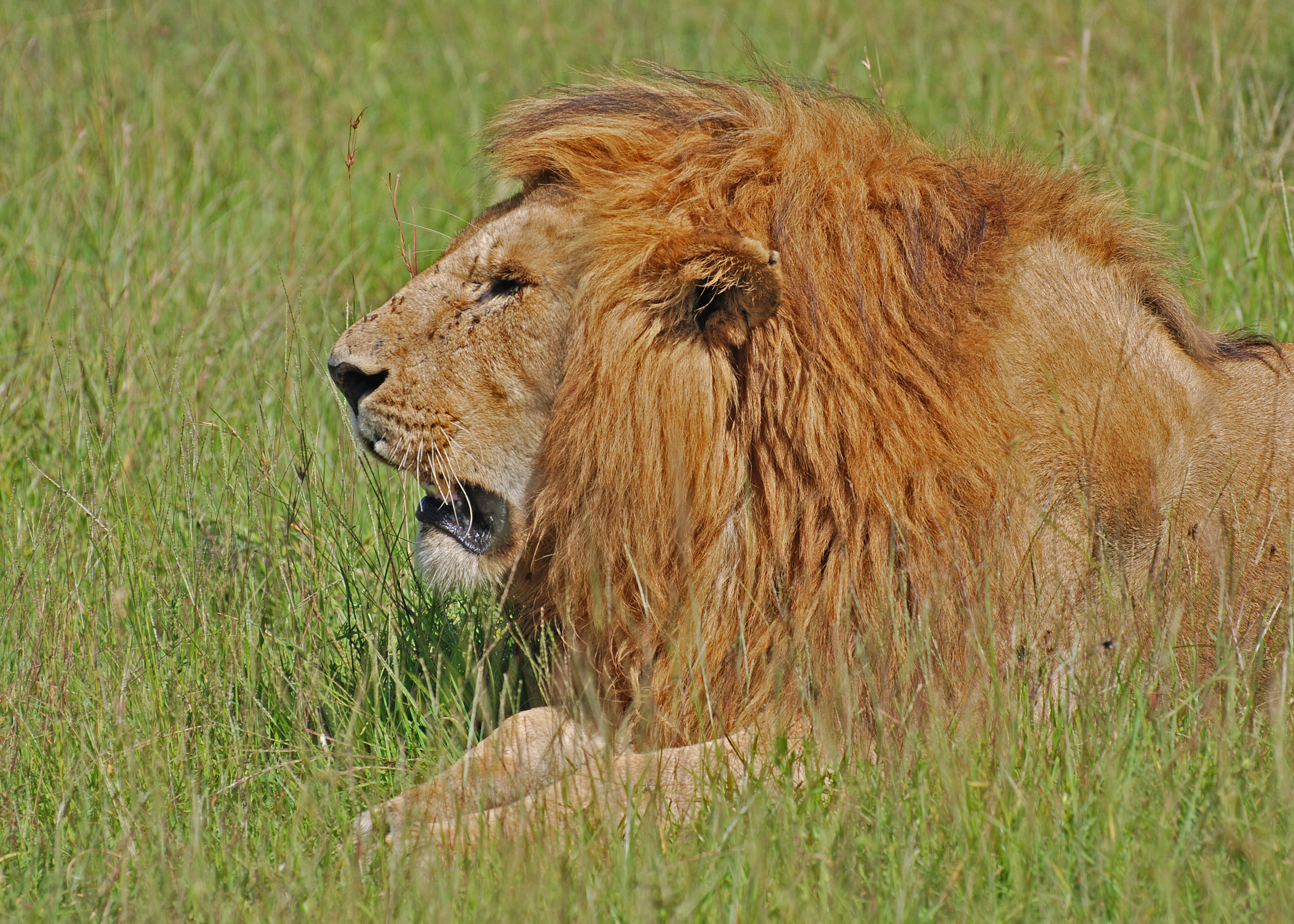
Лев
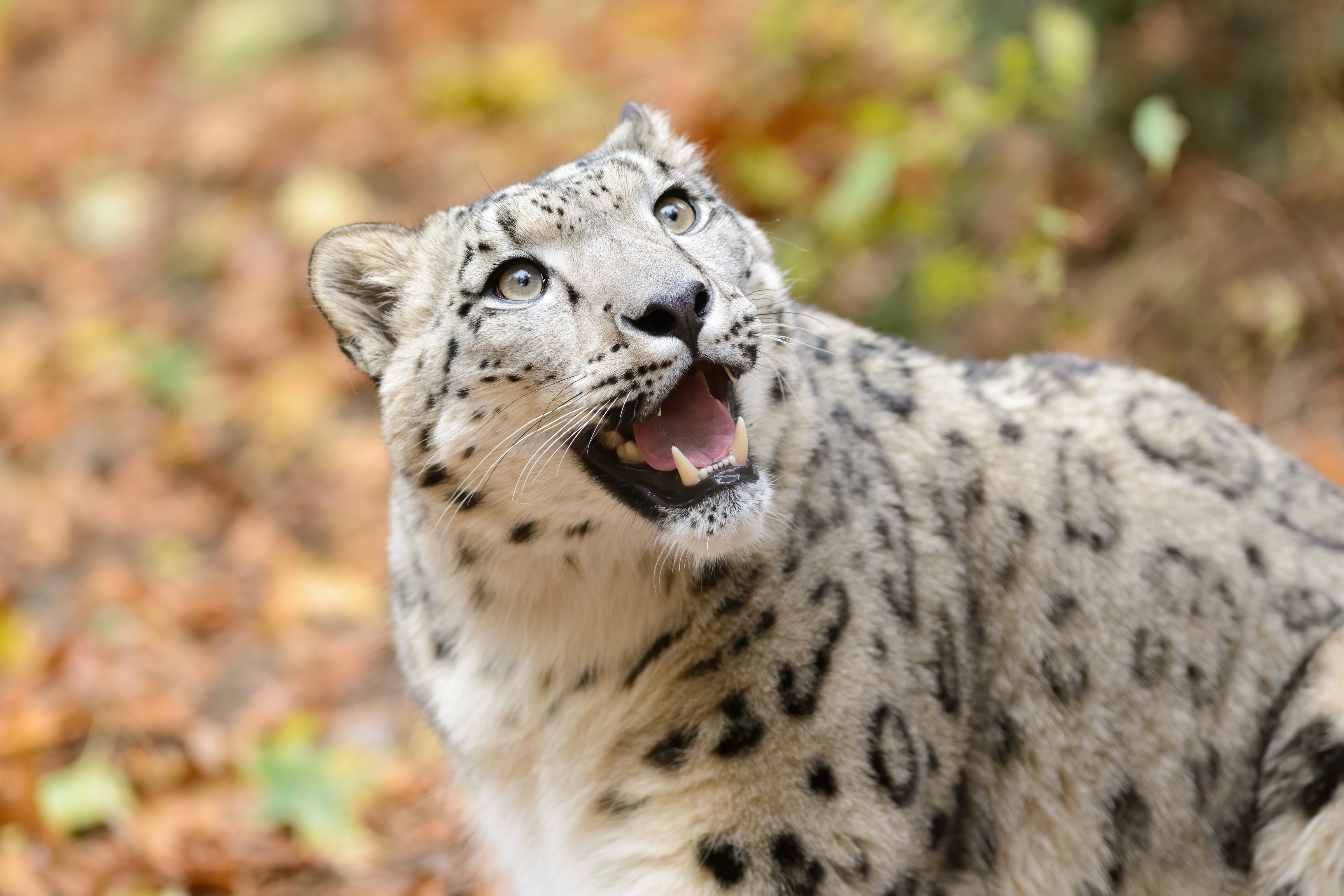
Ирбис
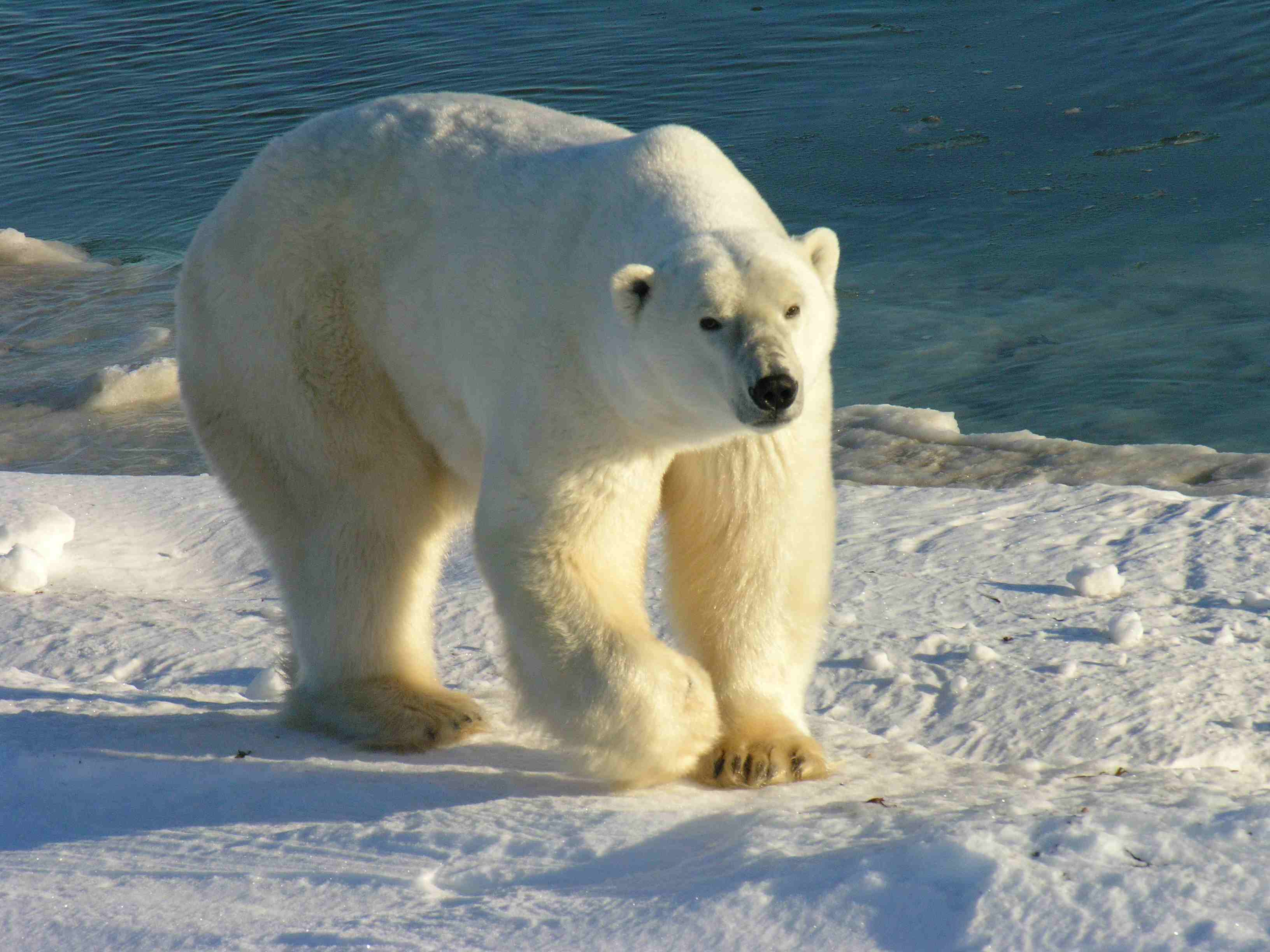
Белый медведь
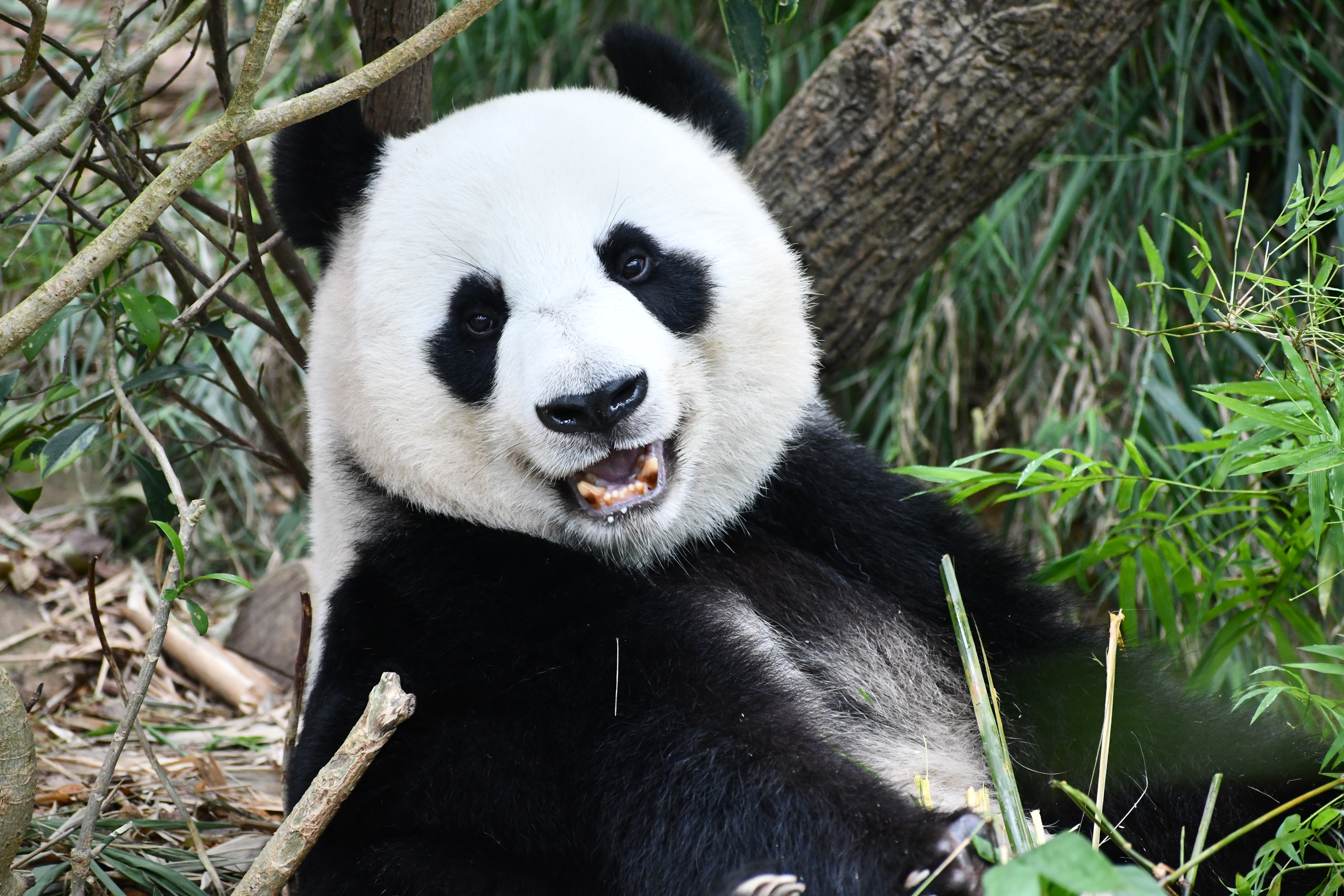
Большая панда
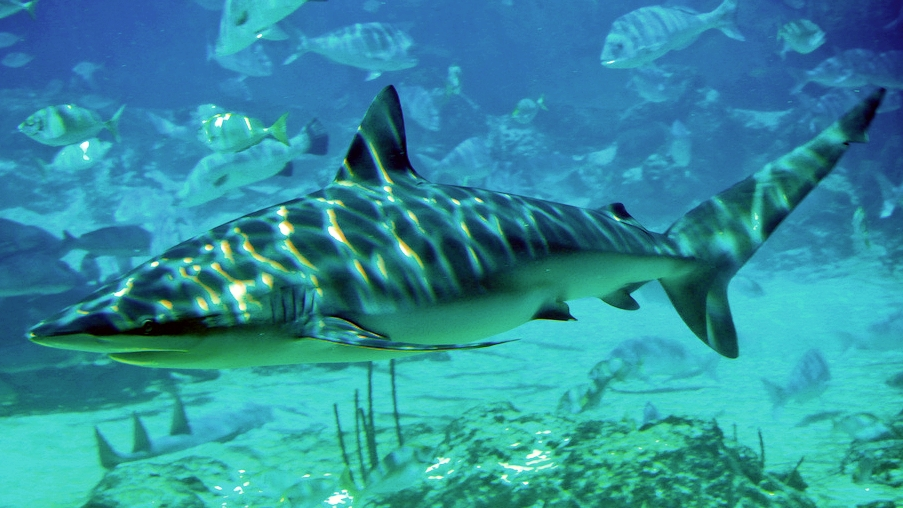
Тёмная акула
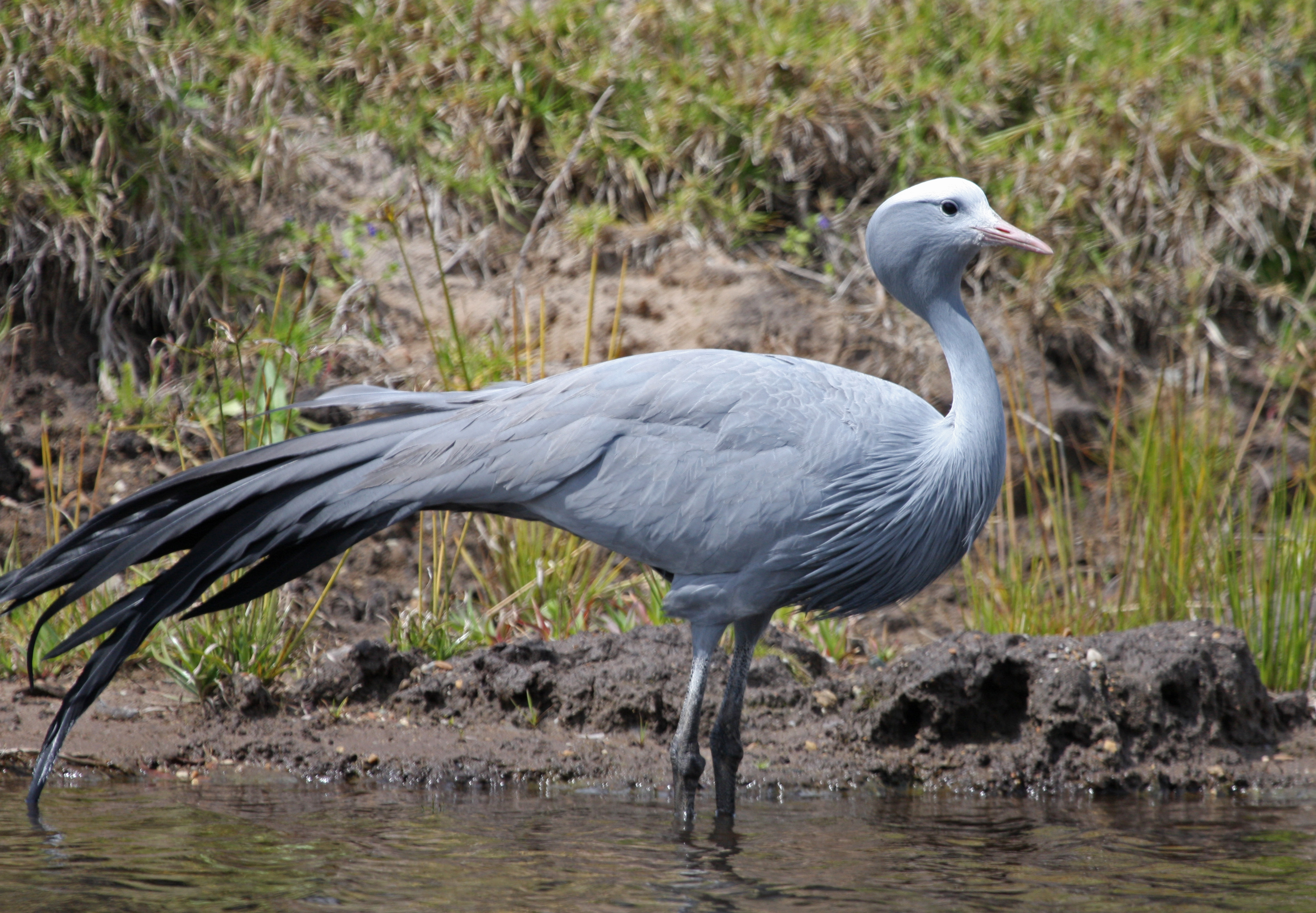
Райский журавль
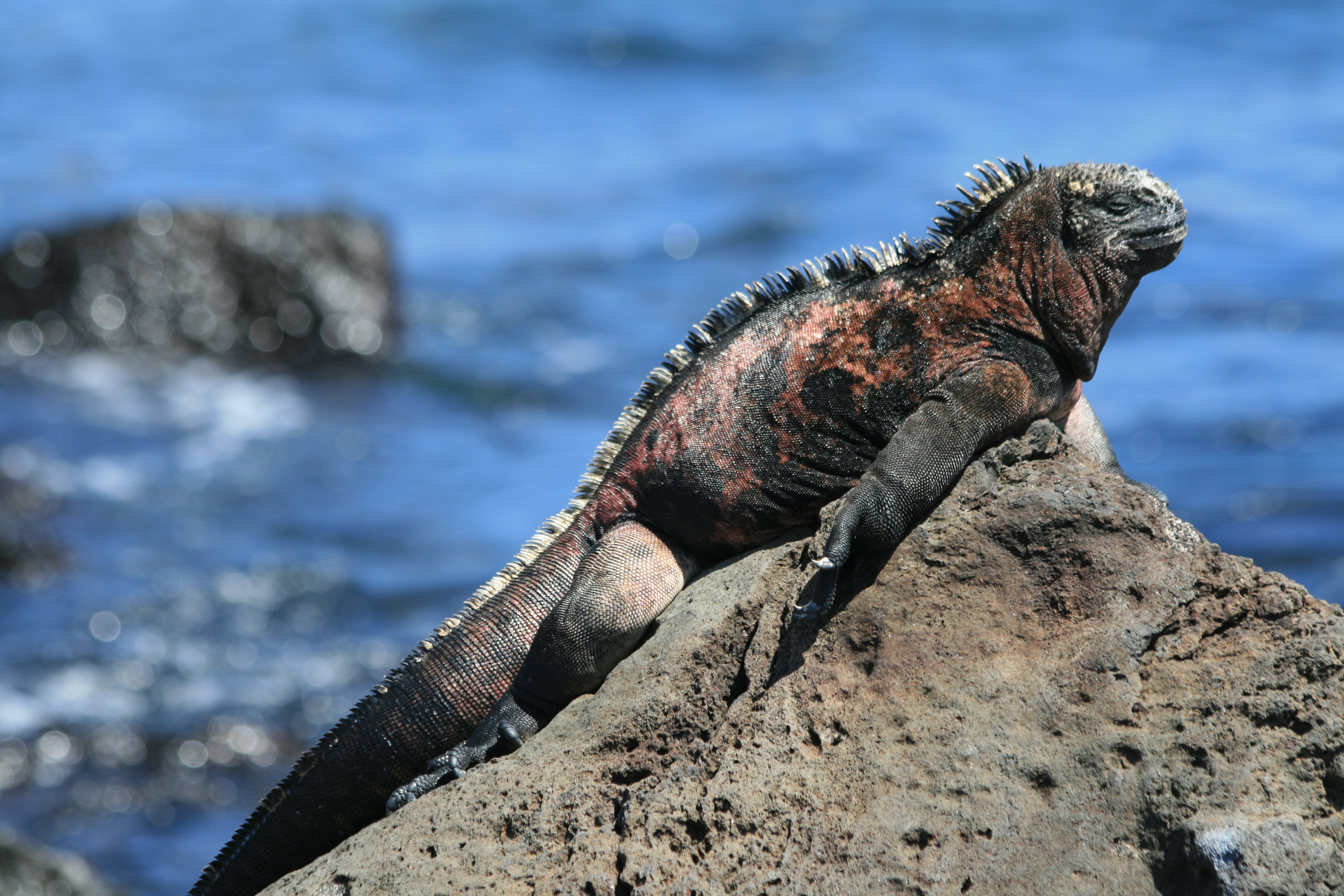
Морская игуана
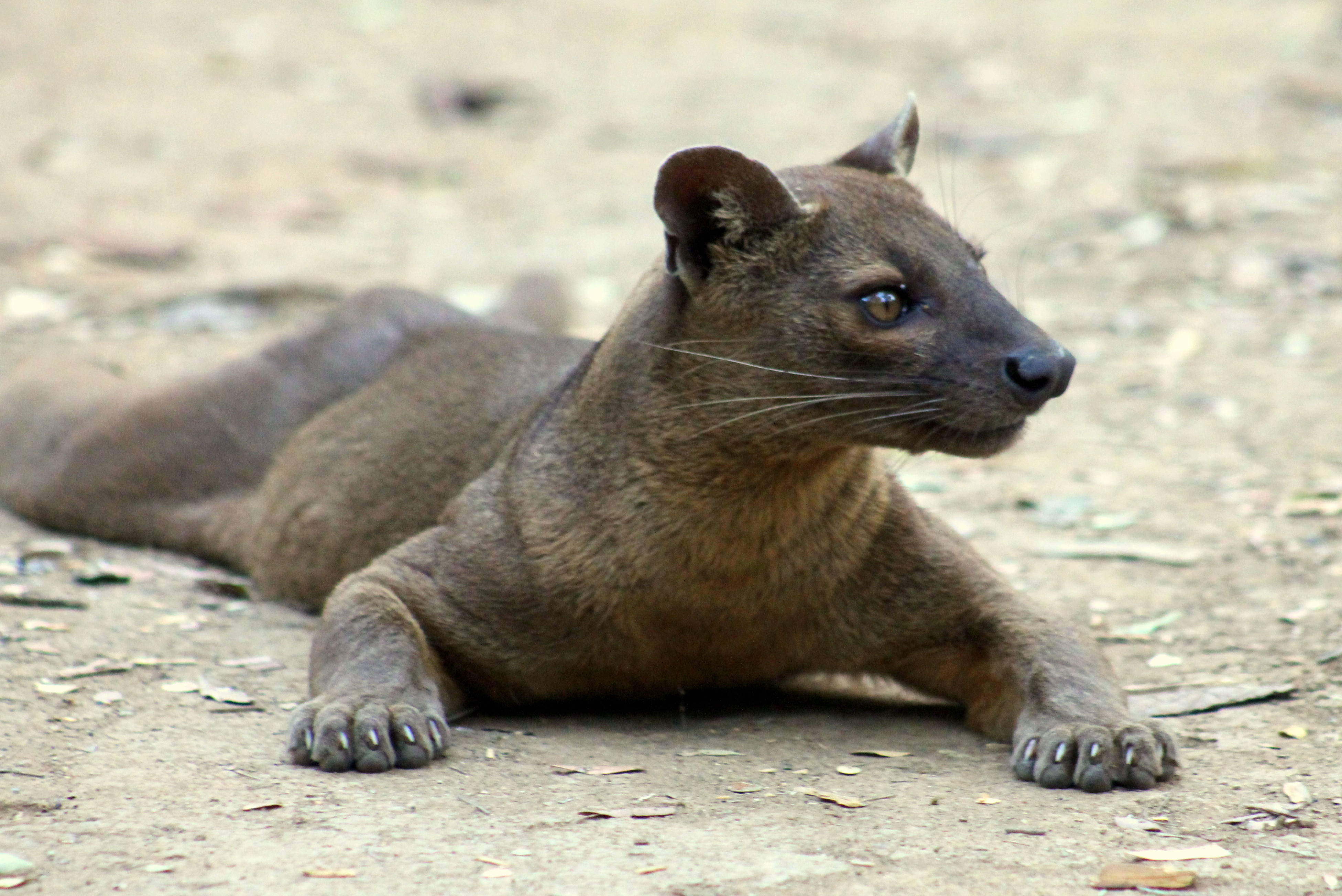
Фосса
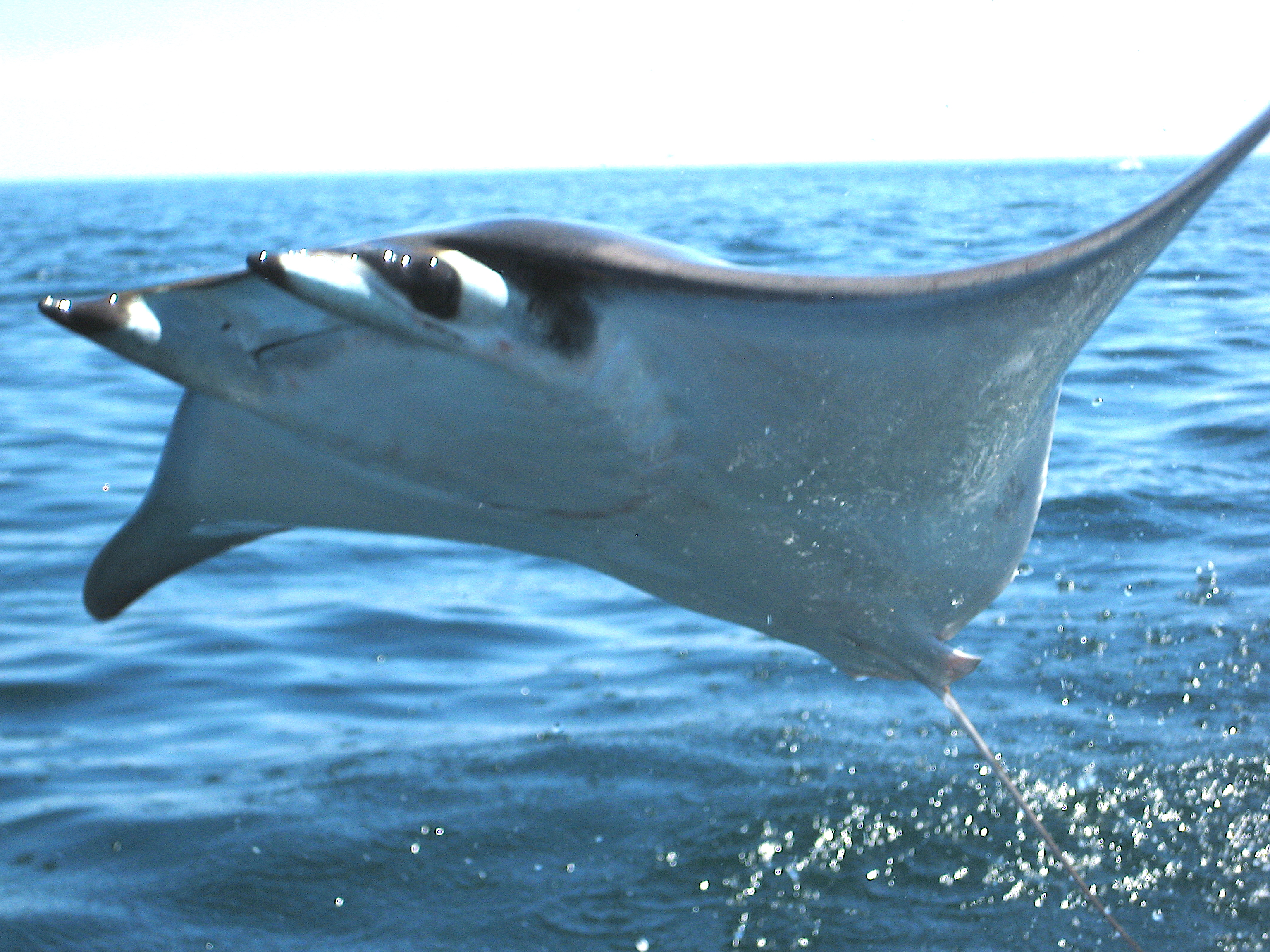
Манта
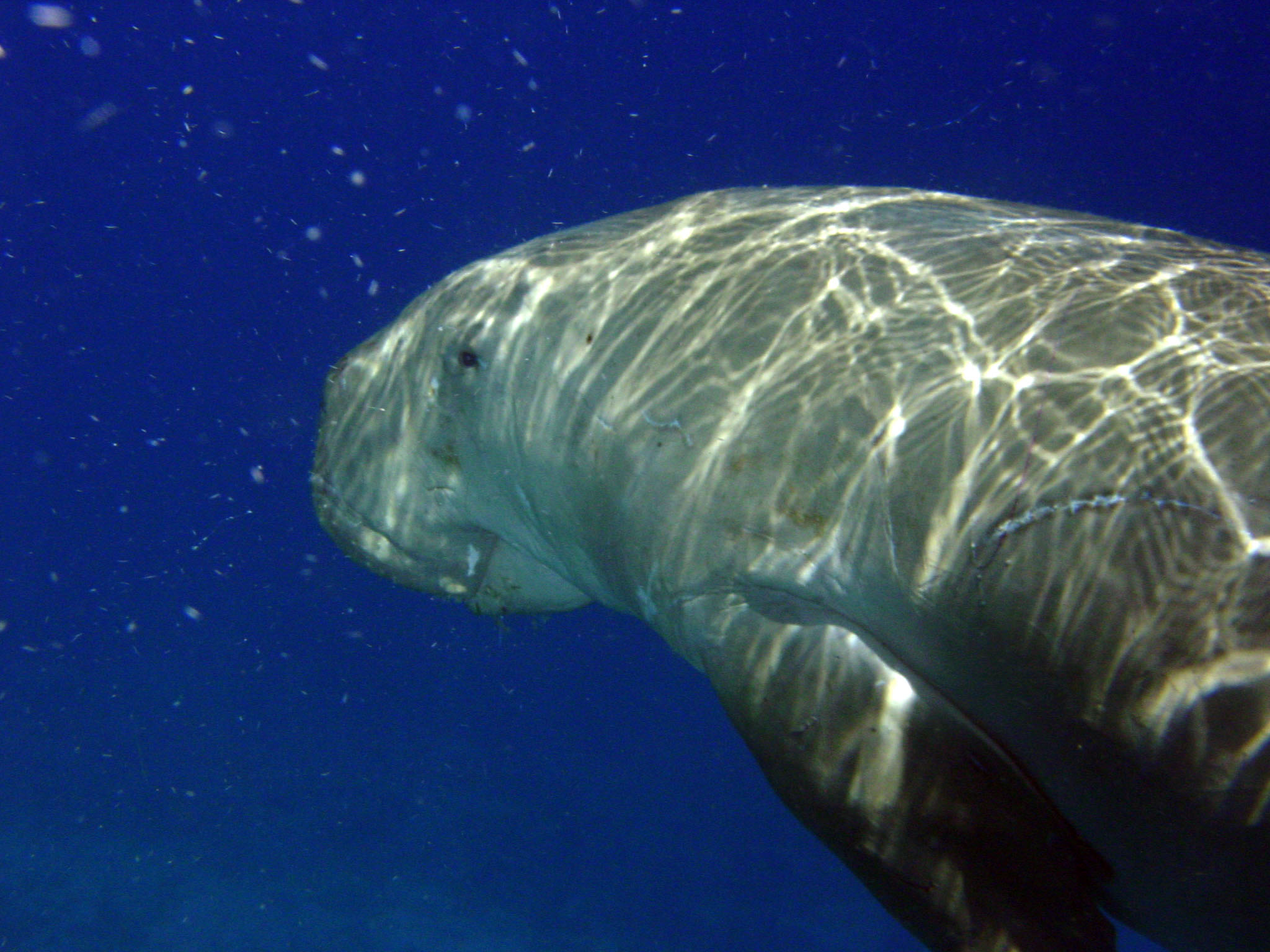
Дюгонь
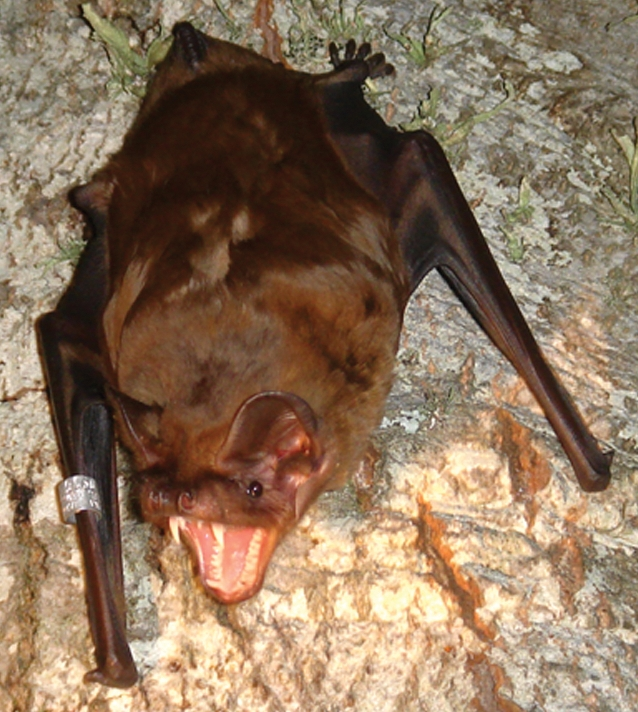
Гигантская вечерница
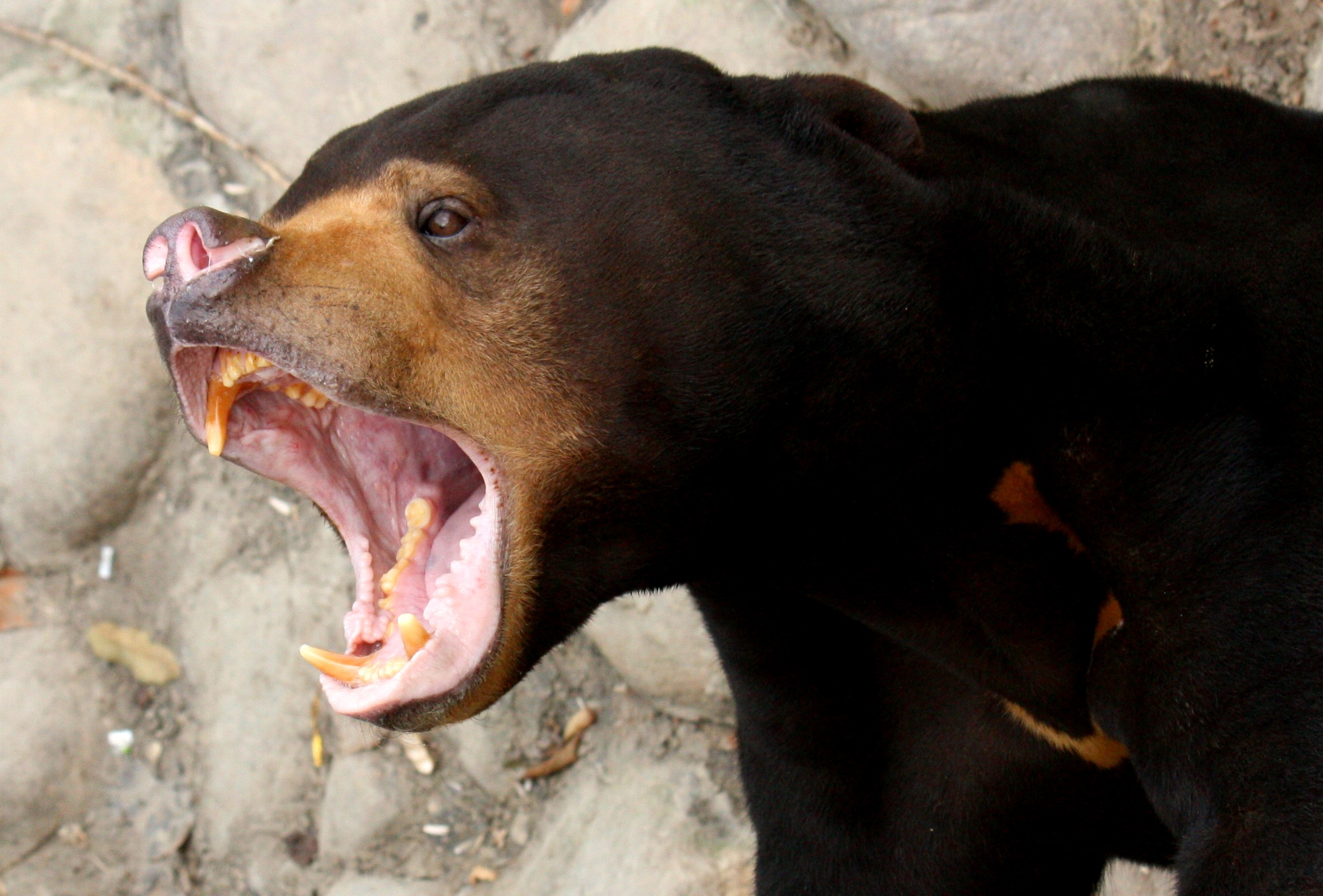
Малайский медведь
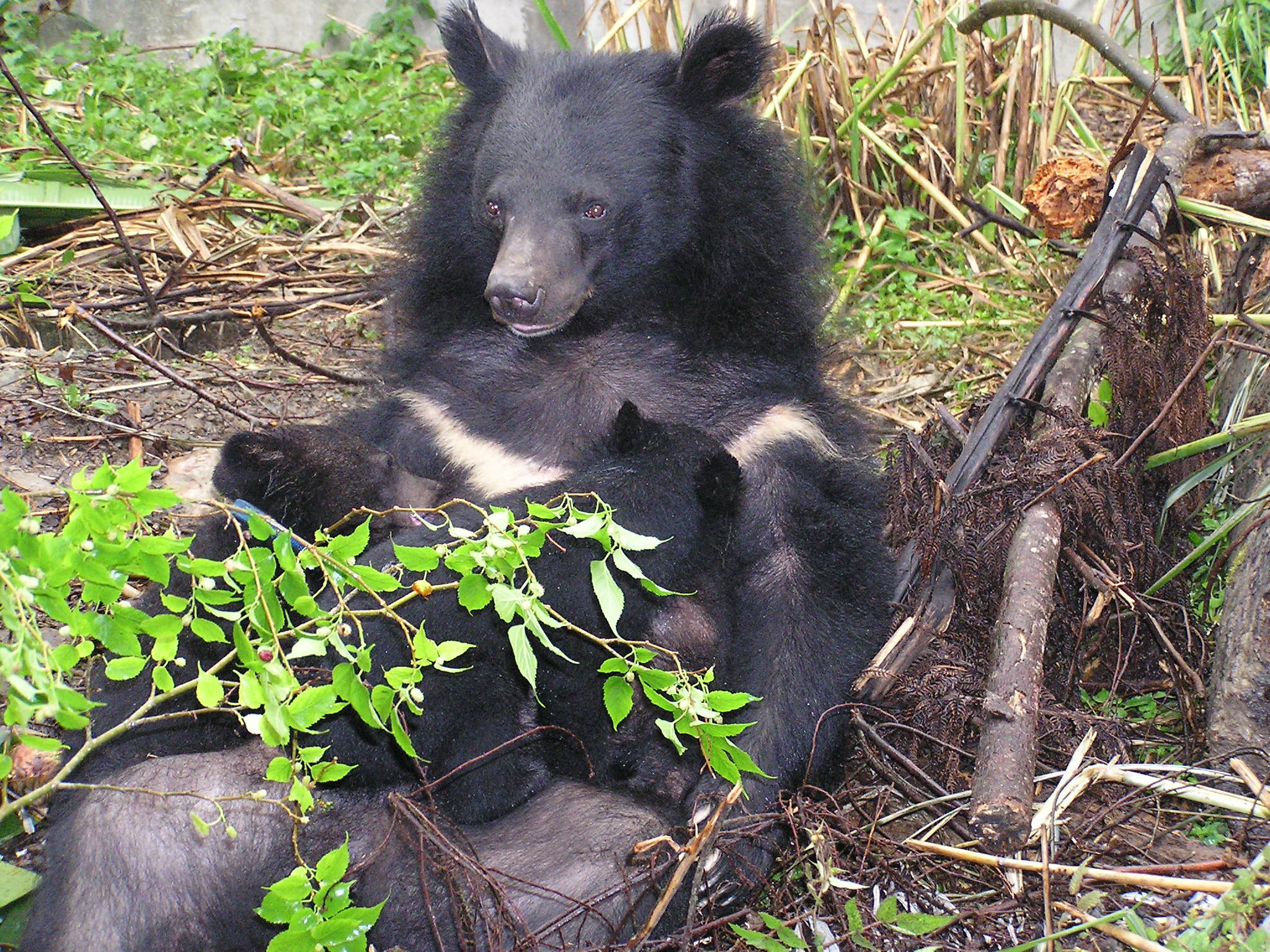
Гималайский медведь